# Stronghold Crusader 2
Stronghold Crusader 2 (укр. Твердиня Хрестоносців 2) — відеогра жанру стратегії в реальному часі, яка є продовженням гри Stronghold Crusader, яка була випущена 2002 року. Нова частина вийшла 23 вересня 2014 року для Microsoft Windows. У своєму анонсі 31 серпня 2012 року розробники заявили, що в грі буде значно поліпшена графіка, буде оновлено інтерфейс та вдосконалено фізичну сторону грального рушія.

## Ігровий процес
Події відеогри відбуваються за часів протистояння між королем Англії Річардом I Левиним Серцем та Саладіном, мусульманським полководцем. Як і в попередній частині, головною ціллю гравця є захоплення всіх ворожих до його персонажа гравців. Для цього гравцеві необхідно буде вибудовувати економіку свого поселення, наймати й тренувати війська, розбудовувати власну фортецю тощо.
Щоразу відеогра починається з малозаселеного поселення, яке згодом збільшуватиметься в міру того, як персонаж гравця ставатиме дедалі відомішим. Щоб зарадити в заселенні поселення, гравець може зменшувати податки, урізноманітнювати набори продуктів для мешканців чи будувати корчми та різноманітні місця культури, наприклад церкви. Це підвищить настрій населення, збільшивши шанси гравця залучити додаткових поселенців. На противагу цьому, гравець може навпаки, більше заощаджувати золота коштом мешканців, збільшуючи податки та не витрачаючи доступні ресурси.

## Проблеми із грою
Інколи деякі гравці стикаються з труднощами, пов'язаними зі збереженням прогресу під час виходу з гри. Не вдається зберегти гру, а при повторному вході в гру доводиться наново проходити місії, щоб просунутися далі по сюжету кампанії. 
Основна причина полягає в тому, що в деяких випадках в самому коді гри не прописаний шлях для збереження ігрового прогресу. Щоб це виправити, потрібно перейти в папку з грою, потім знайти і відкрити за допомогою блокнота текстовий документ "options_override.xml", як правило він знаходиться наступним чином «/bin/win32_release/options_override.xml», в кінці тексту є рядок "<override user_data_path = "" />, в лапках треба прописати будь-який шлях на вашому комп'ютері, в якому в подальшому буде зберігатися весь прогрес гри, наприклад: "C:\Games\Stronghold Crusader 2".

## Оцінки й відгуки
Відеогра загалом отримала змішані відгуки від критиків та гравців, зокрема на вебсайті-агрегаторі Metacritic, де Stronghold Crusader 2 отримала 65 балів зі 100 від критиків, та 6,1 бала з 10 від гравців.